# Taylorville
Taylorville é uma cidade localizada no estado americano de Illinois, no Condado de Christian.

## Demografia
Segundo o censo americano de 2000, a sua população era de 11.427 habitantes.
Em 2006, foi estimada uma população de 11.194, um decréscimo de 233 (-2.0%).

## Geografia
De acordo com o United States Census Bureau tem uma área de
26,0 km², dos quais 20,9 km² cobertos por terra e 5,1 km² cobertos por água. Taylorville localiza-se a aproximadamente 183 m acima do nível do mar.

## Localidades na vizinhança
O diagrama seguinte representa as localidades num raio de 16 km ao redor de Taylorville.

## Personalidades
- Edward Mills Purcell (1912-1997), Prémio Nobel de Física de 1952